# Fersmanit
Fersmanit ist ein sehr selten vorkommendes Mineral aus der Mineralklasse der „Silikate und Germanate“ mit der chemischen Zusammensetzung Ca4(Na,Ca)4(Ti,Nb)4(Si2O7)2O8F3. Die in den runden Klammern angegebenen Elemente Natrium und Calcium beziehungsweise Titan und Niob können sich dabei in der Formel jeweils gegenseitig vertreten (Substitution, Diadochie), stehen jedoch immer im selben Mengenverhältnis zu den anderen Bestandteilen (Silikatkomplex, Sauerstoff und Fluor) des Minerals. Strukturell gehört Fersmanit zu den Gruppensilikaten (Sorosilikaten).
Fersmanit kristallisiert im monoklinen Kristallsystem, entwickelt aber meist pseudotetragonale, deformierte Kristalle bis etwa drei Zentimeter Durchmesser. Die Kristalle sind durchsichtig bis durchscheinend und weisen auf den Oberflächen einen glasähnlichen Glanz auf. Die Farbe des Minerals variiert zwischen dunkelbraun und goldgelb. Seine Strichfarbe ist dagegen bräunlichweiß.
Mit einer Mohshärte von 5 bis 5,5 gehört Fersmanit zu den mittelharten Mineralen und entspricht in etwa der Härte des Referenzminerals Apatit (5), das auch im Zahnschmelz enthalten ist.

## Etymologie und Geschichte
Erstmals entdeckt wurde Fersmanit am Berg Eweslogtschorr in den Chibinen auf der russischen Halbinsel Kola und beschrieben 1929 durch A. Labuncov, der das Mineral nach dem russischen Mineralogen, Geochemiker und Kristallographen Alexander Jewgenjewitsch Fersman (russisch Александр Евгеньевич Ферсман) benannte.
Das Typmaterial des Minerals wird im Mineralogischen Museum der Russischen Akademie der Wissenschaften in Moskau unter der Katalog-Nr. 33193/94 aufbewahrt.
Da der Fersmanit bereits lange vor der Gründung der International Mineralogical Association (IMA) bekannt und als eigenständige Mineralart anerkannt war, wurde dies von ihrer Commission on New Minerals, Nomenclature and Classification (CNMNC) übernommen und bezeichnet den Fersmanit als sogenanntes „grandfathered“ (G) Mineral. Die seit 2021 ebenfalls von der IMA/CNMNC anerkannte Kurzbezeichnung (auch Mineral-Symbol) von Fersmanit lautet „Fsn“.

## Klassifikation
In der veralteten 8. Auflage der Mineralsystematik nach Strunz gehörte der Fersmanit zur Abteilung der „Neso-Subsilikate“ (Mit Kationen in oktaedrischer Koordination (usw.)), wo er zusammen mit Tundrit im Anhang der „Titanit-Reihe“ mit der Systemnummer VIII/A'.07 mit den Mitgliedern Malayait und Titanit eingeordnet war.
Im zuletzt 2018 überarbeiteten und aktualisierten Lapis-Mineralienverzeichnis nach Stefan Weiß, das sich im Aufbau noch nach dieser alten Form der Systematik von Karl Hugo Strunz richtet, erhielt das Mineral die System- und Mineral-Nr. VIII/C.16-030. In der „Lapis-Systematik“ entspricht dies der Abteilung „Gruppensilikate“, wo Fersmanit zusammen mit Belkovit eine unbenannte Gruppe mit der Systemnummer VIII/C.16 bildet.
Die von der International Mineralogical Association (IMA) zuletzt 2009 aktualisierte 9. Auflage der Strunz’schen Mineralsystematik ordnet den Fersmanit ebenfalls in die Abteilung der „Gruppensilikate“ ein. Diese ist allerdings weiter unterteilt nach der Struktur der Silikatgruppen, der möglichen Anwesenheit zusätzlicher Anionen und der Koordination der beteiligten Kationen, so dass das Mineral entsprechend seiner Zusammensetzung und seinem Aufbau in der Unterabteilung „Si2O7-Gruppen mit zusätzlichen Anionen; Kationen in oktaedrischer [6]er- und größerer Koordination“ zu finden ist, wo es als einziges Mitglied die unbenannte Gruppe 9.BE.72 bildet.
Auch die vorwiegend im englischen Sprachraum gebräuchliche Systematik der Minerale nach Dana ordnet den Fersmanit in die Klasse der „Silikate“, dort allerdings in die bereits feiner unterteilte Abteilung der „Gruppensilikate: Si2O7-Gruppen und O, OH, F und H2O“ ein. Hier ist er als zusammen mit Dovyrenit, Götzenit, Mosandrit, Nacareniobsit-(Ce), Rinkit und Roumait in der Gruppe „Mosandrit und verwandte Arten“ mit der Systemnummer 56.02.05 innerhalb der Unterabteilung „Gruppensilikate: Si2O7-Gruppen und O, OH, F und H2O mit Kationen in [4] und/oder >[4]-Koordination“ zu finden.

## Kristallstruktur
Fersmanit kristallisiert monoklin in der Raumgruppe C2/c (Raumgruppen-Nr. 15) mit den Gitterparametern a = 10,183(2) Å; b = 10,183(2) Å; c = 20,396(4) Å und β = 97,19(3)° sowie 4 Formeleinheiten pro Elementarzelle.

## Bildung und Fundorte
Fersmanit bildet sich in aegirinreichen Nephelin-Pegmatiten, wo er unter anderem mit Apatit, verschiedenen Feldspaten, Lamprophyllit, Pektolith, Rinkit und verschiedenen Sulfiden vergesellschaftet auftritt.
Als seltene Mineralbildung konnte Fersmanit nur an wenigen Fundorten nachgewiesen werden, wobei bisher rund 15 Fundorte dokumentiert sind (Stand 2023). An seiner Typlokalität Eweslogtschorr trat das Mineral dabei in den Gängen Nr. 1 und 2 des Labuntsov, dem 3. Nebenfluss des Vuonnemijok auf. Daneben fand es sich in Russland noch am Kukiswumtschorr in den dortigen Apatit-Gruben sowie am Raswumtschorr in den Chibinen.
Der bisher einzige bekannte Fundort in Deutschland ist der etwa 800 Meter nordwestlich der Gemeinde Üdersdorf liegende Steinbruch „Löhley“ im Landkreis Vulkaneifel in Rheinland-Pfalz. Weitere bisher bekannte Fundorte sind nur noch der Steinbruch „Bortolan“ nahe Poços de Caldas in Brasilien und ein Selten-Erd-Grubenfeld im Gebiet der Wet Mountains im Custer County (Colorado).